# Conselho Nacional Eleitoral (Venezuela)
O Conselho Nacional Eleitoral, conhecido pelo acrônimo CNE, é um dos 5 poderes independentes da República Bolivariana da Venezuela, responsável e garantidor da transparência dos processos eleitorais, plebiscitos e referendos realizados periodicamente no país.
É a representação visível do Poder Eleitoral, instituído como resultado da promulgação da Constituição de 1999 no governo de Hugo Chávez. Antes disso, tal órgão governamental era denominado Conselho Supremo Eleitoral e não constituía um poder independente.

## Função constitucional
Segundo a Lei Orgânica do Poder Eleitoral: "É de sua competência normatizar, dirigir e fiscalizar as atividades de seus órgãos subordinados, assim como garantir o cumprimento dos princípios constitucionais atribuídos ao Poder Eleitoral".

## Análise
O sistema eleitoral da Venezuela é controverso. O Tribunal Supremo de Justiça, com a maioria apoiando Chávez, elegeu funcionários para o supostamente não-partidário Conselho Nacional Eleitoral da Venezuela (CNE), apesar de a Constituição de 1999 estabelecer que a Assembleia Nacional da Venezuela realizasse a tarefa. Isso resultou em um conselho do CNE com uma maioria composta por chavistas ou aqueles que apoiavam Chávez. Desde então, o governo venezuelano controlado pelo partido governante PSUV manipulou eleições, mantendo o controle do CNE, dos meios de comunicação e através de gastos governamentais.
De acordo com o Departamento de Estado dos Estados Unidos, há "fraude generalizada antes e depois da eleição, incluindo irregularidades eleitorais, interferência do governo e manipulação de eleitores" e "partidos políticos de oposição [têm] operado em um ambiente restritivo caracterizado por intimidação, ameaça de processo ou sanção administrativa por acusações questionáveis, e acesso restrito à mídia". Observadores internacionais têm tido dificuldades para monitorar as eleições, embora o governo bolivariano aceite os elogios de suas eleições de aliados da UNASUR.
O sistema eleitoral venezuelano foi questionado em inúmeras ocasiões. Em 2005, alegou-se que o Tribunal Supremo de Justiça, com uma maioria pró-Chávez, nomeou funcionários para o Conselho Nacional Eleitoral da Venezuela, apesar de a Constituição de 1999 estipular que essa tarefa deveria ser realizada pela Assembleia Nacional. Como resultado, o conselho do CNE foi composto predominantemente por indivíduos alinhados com o chavismo. Desde então, o governo venezuelano, controlado pelo partido governante PSUV, tem manipulado eleições mantendo o controle sobre o CNE, utilizando meios de comunicação e alavancando os gastos governamentais. Enquanto isso, de acordo com o Departamento de Estado dos Estados Unidos, há "fraude generalizada antes e depois das eleições, incluindo irregularidades eleitorais, interferência do governo e manipulação de eleitores," e "os partidos políticos de oposição operam em um ambiente restritivo caracterizado por intimidação, ameaças de processo ou sanções administrativas por acusações questionáveis, e acesso restrito à mídia". Observadores internacionais têm tido dificuldades para monitorar as eleições.
Em 12 de junho de 2020, o Tribunal Supremo de Justiça nomeou os reitores do CNE após a polêmica decisão de omissão legislativa pelo Parlamento de maioria opositora, que, de acordo com a Constituição da Venezuela, é responsável por selecionar os diretores do órgão eleitoral. Isso foi acordado entre o governo de Nicolás Maduro e o governo interino de Juan Guaidó. A decisão do TSJ foi criticada pela oposição e por observadores internacionais, pois viola a separação de poderes e enfraquece a democracia no país. Além disso, soma-se a uma série de ações tomadas pelo governo de Maduro vistas como tentativas de consolidar seu controle sobre o aparato estatal venezuelano e reprimir a oposição.
Embora a Constituição da República Bolivariana da Venezuela autorize o Tribunal Supremo de Justiça a nomear membros do Órgão Eleitoral quando a Assembleia Nacional não atingir um percentual mínimo de deputados, além da composição do órgão eleitoral, a organização do ato eleitoral e a formação das mesas eleitorais garantem a invulnerabilidade do voto, pois estas são compostas por membros da comunidade escolhidos aleatoriamente, testemunhas e representantes de partidos políticos. O ato eleitoral é inteiramente eletrônico, consistindo nos seguintes passos:
1. O eleitor habilita o voto com sua impressão digital, garantindo um eleitor, um voto.
2. O eleitor faz sua seleção na tela de toque da máquina.
3. A máquina de votação imprime um recibo, que o eleitor verifica e deposita na urna.
4. No fechamento do ato eleitoral, os resultados são totalizados, transmitidos por cada máquina e as atas correspondentes são impressas.
5. 90% das urnas são auditadas na presença da comunidade.
6. Cópias das atas são entregues aos representantes dos partidos políticos presentes, que as transmitem para seus próprios centros de computação.

Como observado, tanto os eleitores quanto as organizações políticas participantes podem verificar a intenção do eleitor várias vezes durante o ato eleitoral, tornando os resultados eleitorais difíceis de serem manipulados.

### Intervenção do Tribunal Supremo de Justiça em 2020
Em 5 de junho de 2020, o Tribunal Supremo de Justiça da Venezuela (TSJ) declarou a omissão constitucional da Assembleia Nacional da Venezuela e se habilitou para nomear os reitores do Conselho Nacional Eleitoral. Em 11 de junho de 2020, a IV legislatura da Assembleia Nacional da Venezuela não reconheceu a decisão do TSJ e decidiu continuar com o processo de nomeação de candidatos para reitores do CNE, que foi interrompido durante os meses da pandemia de coronavírus.
Apesar da falta de precedente ou base legal na Constituição venezuelana para a intervenção do TSJ, em 13 de junho de 2020, ele nomeou os novos diretores eleitorais com base na decisão que declarou a omissão legislativa.

### Smartmatic e a Eleição Constituinte
Smartmatic, a empresa responsável por fornecer o sistema de votação eletrônica na Venezuela, denunciou publicamente "manipulação de dados" durante as eleições para a Assembleia Constituinte. Essa denúncia foi feita em uma coletiva de imprensa em Londres pelo CEO da empresa, Antonio Mugica, que apontou uma discrepância de pelo menos um milhão de votos entre os números oficiais e os registrados pelo seu sistema em agosto de 2017. O Conselho Nacional Eleitoral (CNE) da Venezuela, por sua vez, rejeitou essas acusações, defendendo o número oficial de participação de 41,53%, equivalente a 8 milhões de eleitores. A presidente do CNE, Tibisay Lucena, descreveu as declarações de Mugica como "irresponsáveis" e "infundadas".
É relevante notar que a Smartmatic tem sido a fornecedora da tecnologia de votação na Venezuela desde 2004. No entanto, a empresa enfatizou que, ao contrário de outras eleições, desta vez (2017), não havia auditores da oposição presentes, que são considerados essenciais como testemunhas do processo. A ausência desses auditores deveu-se à decisão da oposição de não participar dessas eleições. Dada a situação, vários países anunciaram que não reconheceriam os resultados eleitorais. A oposição venezuelana havia previamente estimado uma taxa de participação de 12,4% do eleitorado, traduzindo-se em cerca de 2,4 milhões de eleitores.
Após a denúncia da Smartmatic, o líder opositor Julio Borges afirmou que as declarações da empresa confirmavam as alegações anteriores da oposição e descreveu a situação como um "terremoto global". Por outro lado, Antonio Mugica afirmou que a Smartmatic tinha provas irrefutáveis da manipulação dos dados de participação. Apesar das contribuições significativas da Smartmatic para várias eleições na Venezuela e em outros países, a empresa não esteve isenta de controvérsias. No passado, foi acusada de ter vínculos com o falecido presidente venezuelano Hugo Chávez. No entanto, com seu crescimento internacional, a empresa parece ter priorizado sua credibilidade e reputação acima de qualquer relação anterior com o governo venezuelano.

### ExClé C.A
A empresa ExClé C.A, uma subsidiária da empresa argentina Ex-Clé S.A, foi contratada após a retirada da Smartmatic pelo Dr. Rafael Simón Jiménez, que foi reitor do CNE, para adquirir as máquinas de votação em 2020. A ExClé C.A foi sancionada pelo Office of Foreign Assets Control (OFAC) do Departamento de Estado dos EUA em 18 de dezembro de 2020, após as eleições parlamentares de 2020.

### Eleições Parlamentares na Venezuela
No domingo, 6 de dezembro, a Venezuela realizará suas eleições parlamentares. Essas eleições, convocadas pelo governo de Nicolás Maduro e amplamente boicotadas pela oposição, suscitaram preocupações e controvérsias quanto à sua legitimidade. Maduro, que controla o sistema judicial e os órgãos eleitorais do país, está determinado a recuperar a Assembleia Nacional em 2021. Se for bem-sucedido, isso consolidaria ainda mais o poder de seu governo e enfraqueceria a oposição, liderada por Juan Guaidó. Guaidó, reconhecido por muitos como o presidente interino da Venezuela, veria seu mandato como deputado terminar oficialmente em 4 de janeiro de 2021.
Vários eventos recentes destacaram preocupações sobre a legitimidade do próximo processo eleitoral. Por exemplo, um novo Conselho Nacional Eleitoral foi eleito sem a aprovação da Assembleia Nacional. Além disso, houve intervenções judiciais em partidos políticos e um aumento ilegal no número de parlamentares. O resultado dessas eleições e como elas são percebidas internacionalmente podem ter implicações significativas para a política venezuelana e as relações internacionais nos próximos anos. Alguns países, como o Brasil e membros do Grupo de Lima, já indicaram que não reconhecerão os resultados se considerados fraudulentos. Por outro lado, a posição de Guaidó e seu reconhecimento internacional também podem ser afetados dependendo do resultado e da percepção dessas eleições.